# Archbach
L'Archbach (également appelée Planseeache) est une rivière du Tyrol en Autriche qui est un affluent du Lech.

## Géographie
Elle prend sa source dans le lac du Plansee sur le territoire communal de Breitenwang.
Elle coule ensuite vers le nord-est et traverse Reutte puis Pflach où elle conflue avec le Lech.

## Source
- (en) Cet article est partiellement ou en totalité issu de l’article de Wikipédia en anglais intitulé « Archbach » (voir la liste des auteurs).